# Niphargus stenopus
Niphargus stenopus là một loài giáp xác chân hai loại nước ngọt, đây cũng là loài đặc hữu của Slovenia.